# Portomouro (Valle del Dubra)
Portomouro o San Cristóbal de Portomouro (en gallego: San Cristovo de Portomouro) es una parroquia española del municipio de Valle del Dubra, en la provincia de La Coruña, Galicia.

## Entidades de población
Entidades de población que forman parte de la parroquia:
- A Igrexa (Portomouro de Arriba)
- Cernadas
- Portomouro (Portomouro de Abaixo)
- Xermán

## Despoblado
- Novais

## Demografía

### Parroquia
| Gráfica de evolución demográfica de Portomouro (parroquia) entre 2000 y 2019 |
|                                                                              |
| Datos según el nomenclátor publicado por el INE.                             |

### Localidad
| Gráfica de evolución demográfica de Portomouro (localidad) entre 2000 y 2019 |
|                                                                              |
| Datos según el nomenclátor publicado por el INE.                             |